# Zdeněk Groessl
Zdeněk Groessl (8. září 1941 Plzeň – 17. listopadu 2023) byl český volejbalista, reprezentant Československa, člen bronzového týmu na LOH 1968 v Mexiku. Získal titul mistra světa v roce 1966 a 2× vicemistra Evropy v letech 1967 a 1971. Reprezentantem Československa byl v letech 1964–1973. V letech 1978–1980 byl trenérem mužů Rudé Hvězdy Praha, mezi roky 1991–2005 trénoval družstvo žen Olympu Praha.
V roce 2017 obdržel od Českého volejbalového svazu Cenu za celoživotní dílo.

## Účast na LOH
- LOH 1968 – 3. místo
- LOH 1972 – 6. místo